# Haverhill (Suffolk)
Haverhill è una cittadina di 22 010 abitanti della contea del Suffolk, in Inghilterra.